# Colletes dorsalis
Colletes dorsalis är en biart som beskrevs av Ferdinand Morawitz 1888.
Colletes dorsalis ingår i släktet sidenbin och familjen korttungebin. Inga underarter finns listade i Catalogue of Life.